# Bilāra
Bilāra är en ort i Indien.   Den ligger i distriktet Jodhpur och delstaten Rajasthan, i den nordvästra delen av landet, 400 km sydväst om huvudstaden New Delhi. Bilāra ligger 276 meter över havet och antalet invånare är 41 710.
Terrängen runt Bilāra är platt. Runt Bilāra är det ganska tätbefolkat, med 166 invånare per kvadratkilometer. Det finns inga andra samhällen i närheten. Trakten runt Bilāra består till största delen av jordbruksmark.